# Vitiriz
Vitiriz (llamada oficialmente San Vicente de Vitiriz) es una parroquia del municipio de Mellid, en la provincia de La Coruña, Galicia, España.

## Entidades de población
Entidades de población que forman parte de la parroquia:
- A Pena
- Baladas (Valadás)
- Rocamador

## Demografía
| Gráfica de evolución demográfica de Vitiriz entre 2000 y 2018 |
|                                                               |
| Población de derecho según el padrón municipal del INE        |